# Euskotren

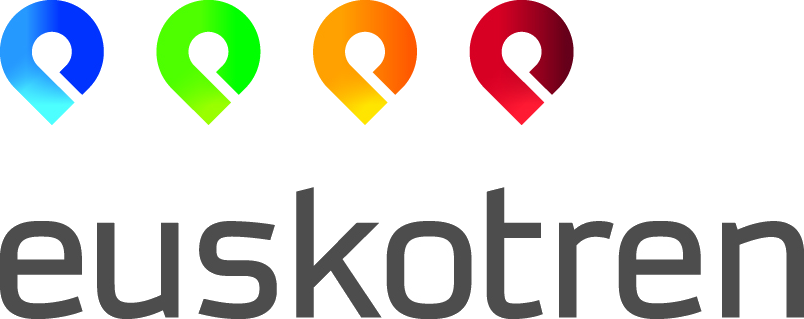
Logo von Euskotren

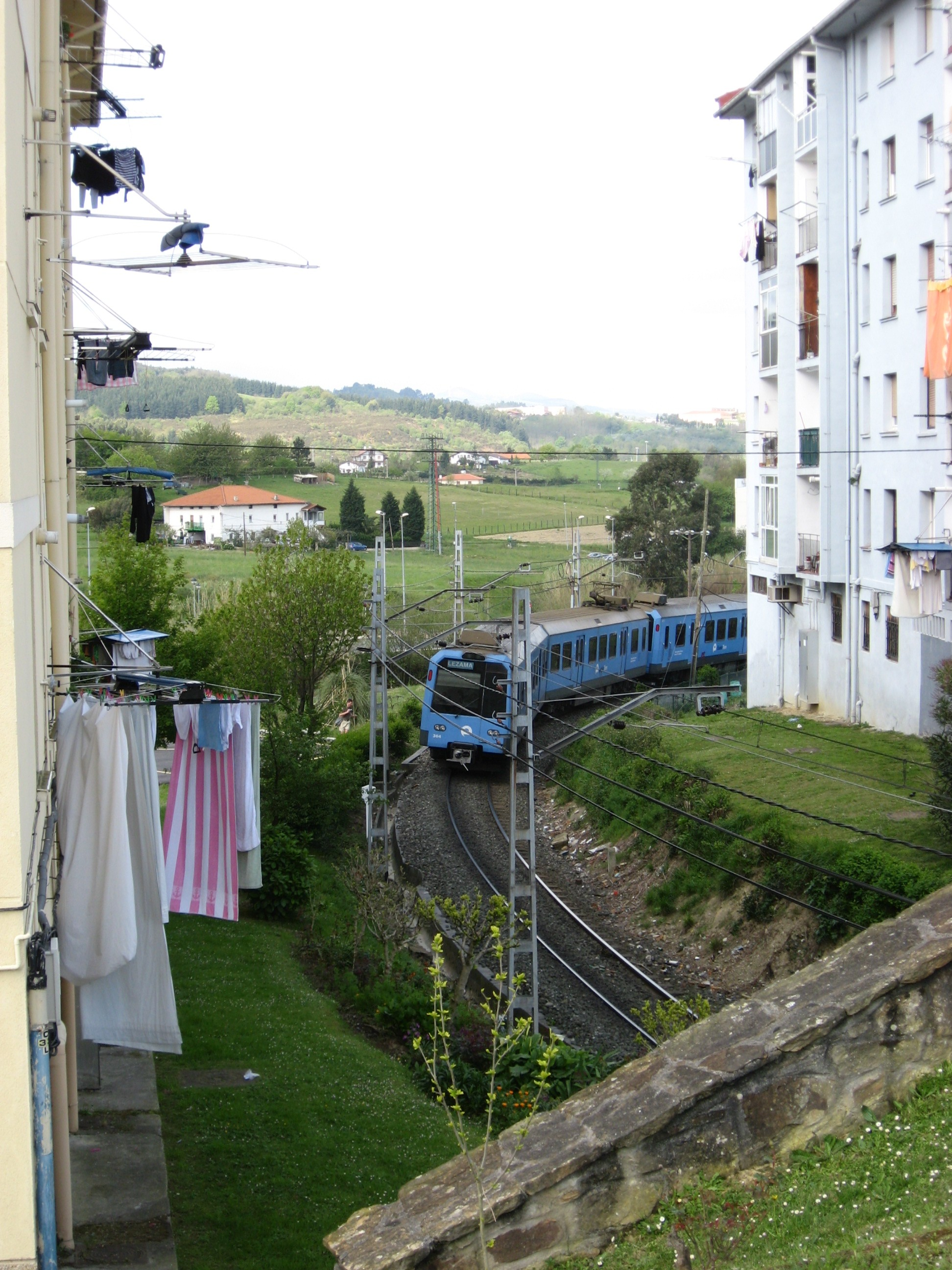
Vorortzug aus Bilbao bei Zamudio (Strecke nach Lezama)

Euskotren (kurz für Eusko Trenbideak – Ferrocarriles Vascos, S.A., also die „baskischen Eisenbahnen“) ist der Name eines Verkehrsunternehmens im Baskenland im Nordosten Spaniens. Es betreibt schmalspurige Regionalzüge in den Provinzen Bizkaia und Gipuzkoa und eine U-Bahnlinie in Bilbao (Euskotren Trena), die Straßenbahnen in Bilbao und Vitoria-Gasteiz (Euskotren Tranbia), Regionalbusse (Euskotren Autobusa) sowie Schienengüterverkehr (Euskotren Kargo).
Das Unternehmen wurde 1982 gegründet und gehört der baskischen Regionalregierung.

## Geschichte
Eusko Trenbideak – Ferrocarriles Vascos (zunächst ET/FV) entstand 1982, um im Rahmen der Autonomierechte für das Baskenland den Betrieb der meisten meterspurigen Bahnstrecken in dieser Region zu übernehmen. Diese Strecken, die lange Jahre den Ferrocarriles Vascongados gehört hatten, waren 1972 in die nationale Schmalspureisenbahngesellschaft Ferrocarriles de Vía Estrecha (FEVE) verstaatlicht worden.

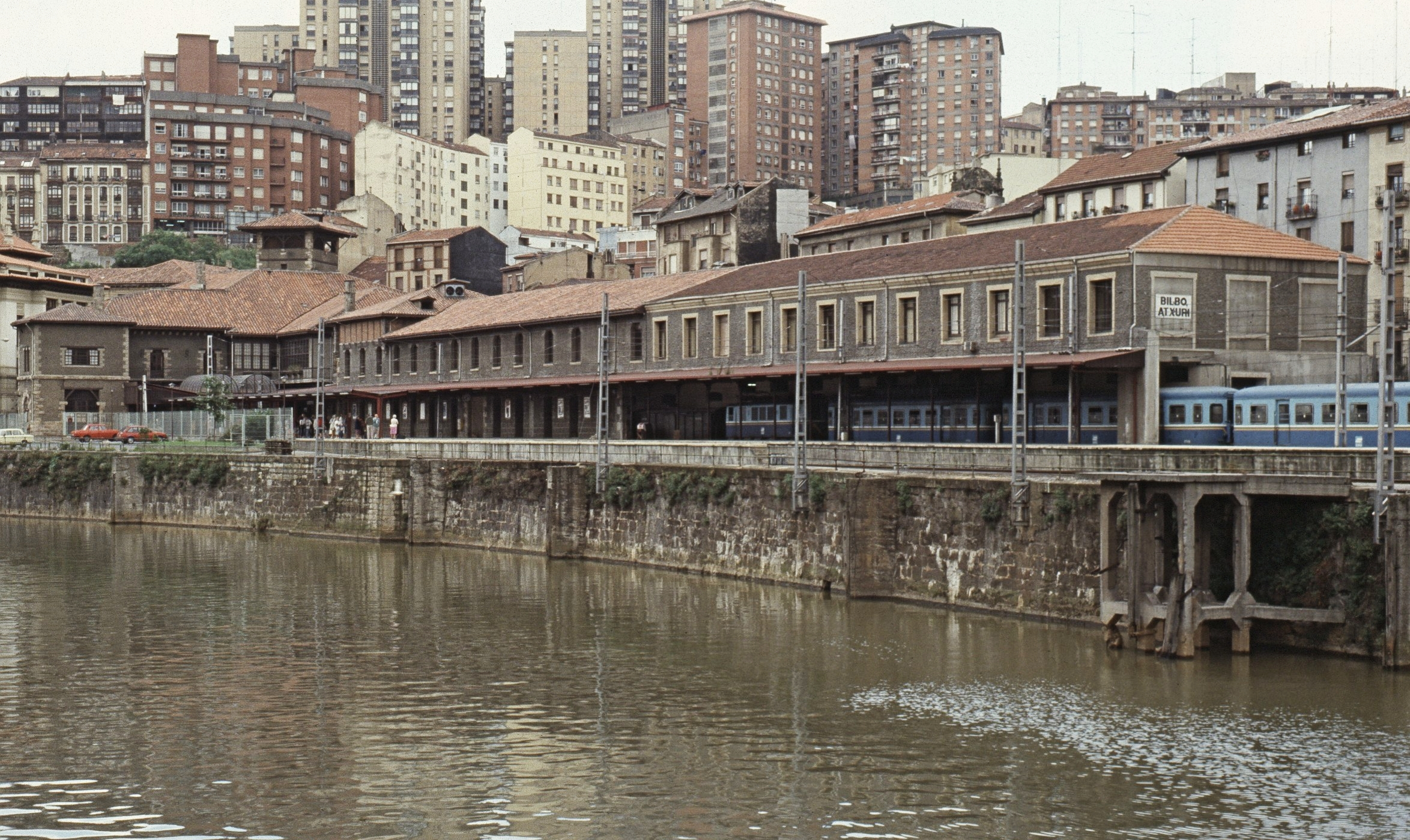
Kopfbahnhof Bilbo Atxuri in Bilbao, 1988
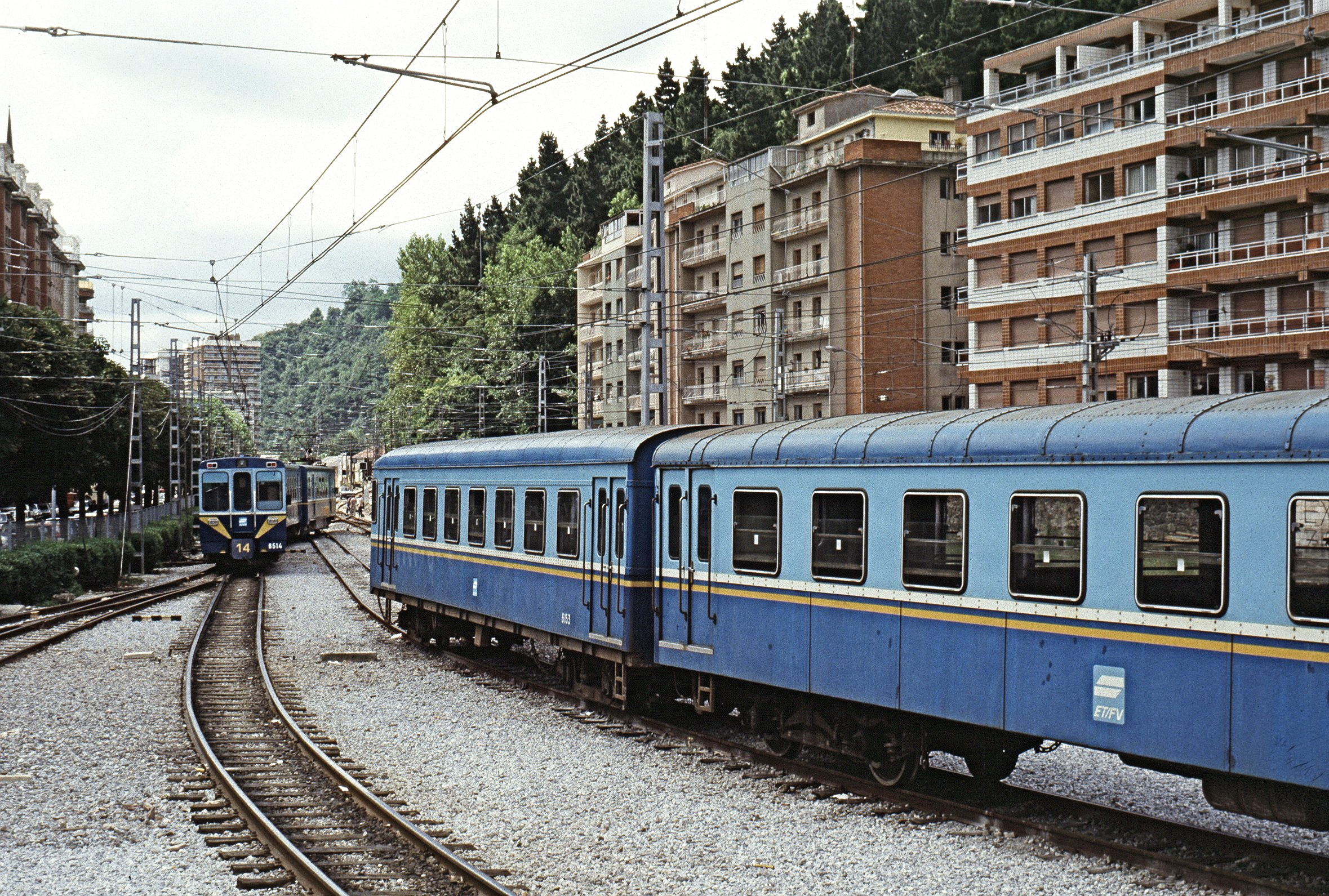
„El Topo“ aus Irun bei der Einfahrt in Donostia/San Sebastián, rechts ein Zug aus Bilbao, 1988
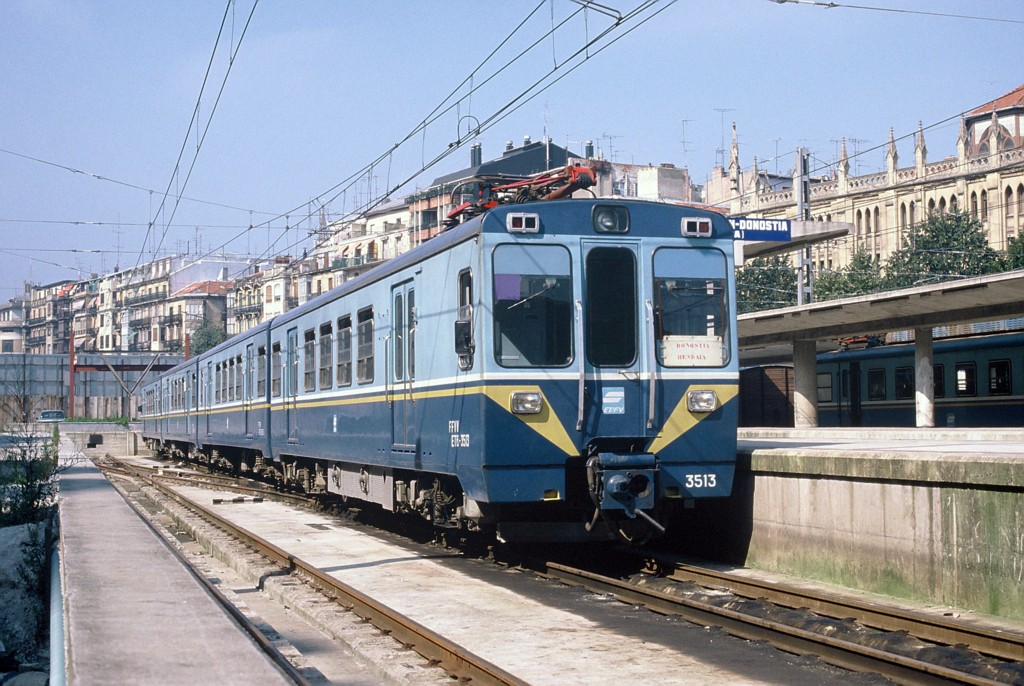
Triebwagen der Serie 3500 mit Bei- und Steuerwagen im Bahnhof San Sebastián-Amara, 1988
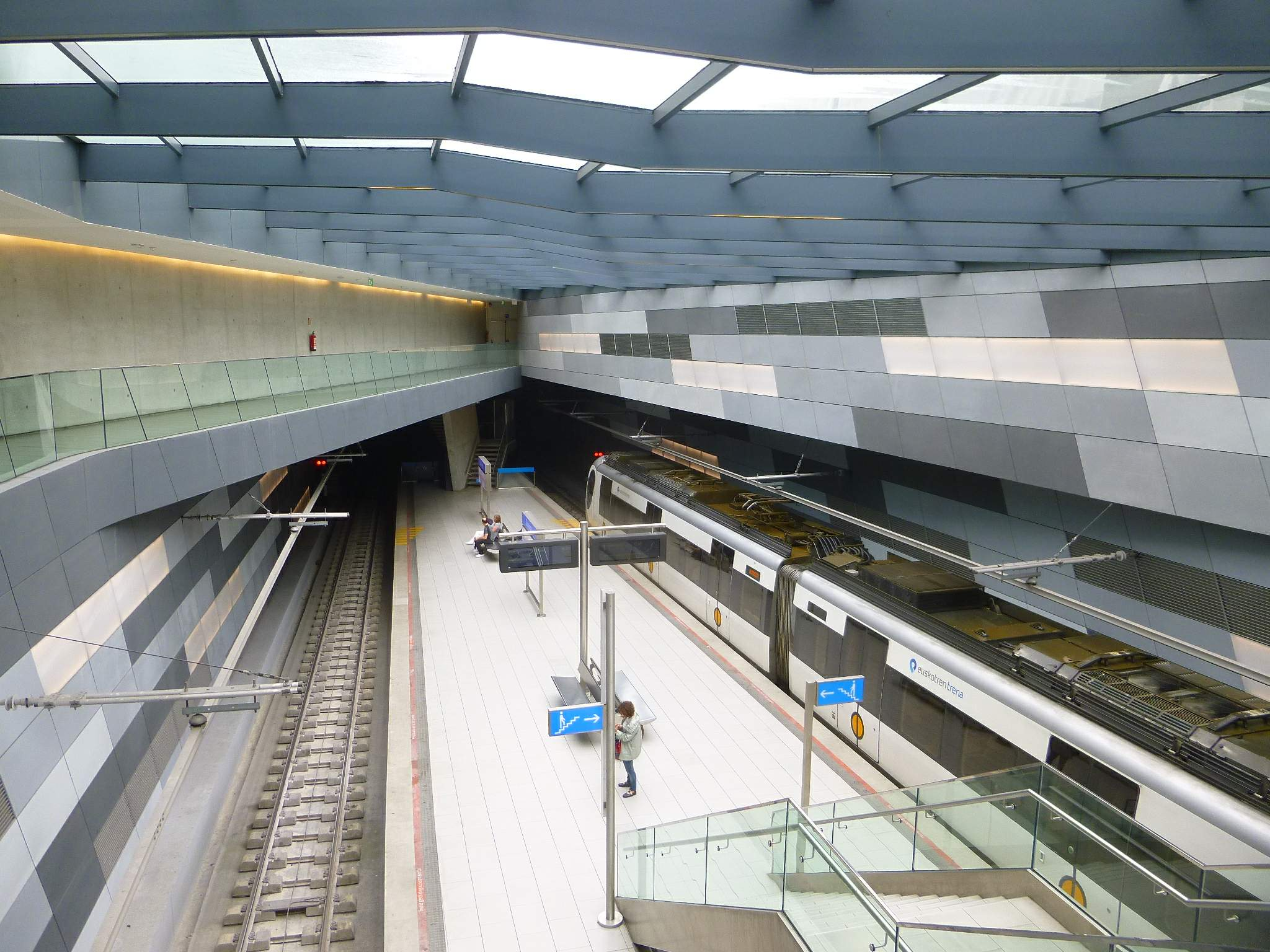
Bahnhof Durango

1995 wurden einige Strecken stillgelegt und in die Linien L1 und L2 der Metro Bilbao umgebaut. Ab 2009 wurde an einer neuen dritten U-Bahnstrecke gebaut, die am 8. April 2017 eröffnet wurde (Matiko–Kukulluga), die – anders als L1 und L2 – weiterhin von Euskotren betrieben wird.
Am 8. September 2019 wurde der bisherige Kopfbahnhof Bilbao-Atxuri und der Streckenabschnitt Atxuri–Kukulluga stillgelegt und alle Euskotren-Züge in Bilbao in den Tunnel der L3 eingeführt. Seit 2022 verkehrt auf Teilen dieses stillgelegten Abschnitts die Straßenbahn bis zum U-Bahnhof Bolueta.
Ab 1996 wurde der Markenname EuskoTren verwendet, später auch EuskoTran für die Straßenbahnbetriebe, die 2002 in Bilbao und 2008 in Vitoria-Gasteiz eröffnet wurden; sowie EuskoKargo für den Güterverkehr. 2012 wurde von Interbrand ein neues Corporate Design entwickelt, nun mit euskotren als Stammmarke.
| 1982 – 1996 | 1996 – 2005 | 2005 – 2012 | seit 2012 |
| ----------- | ----------- | ----------- | --------- |

## Betrieb

### Euskotren Trena

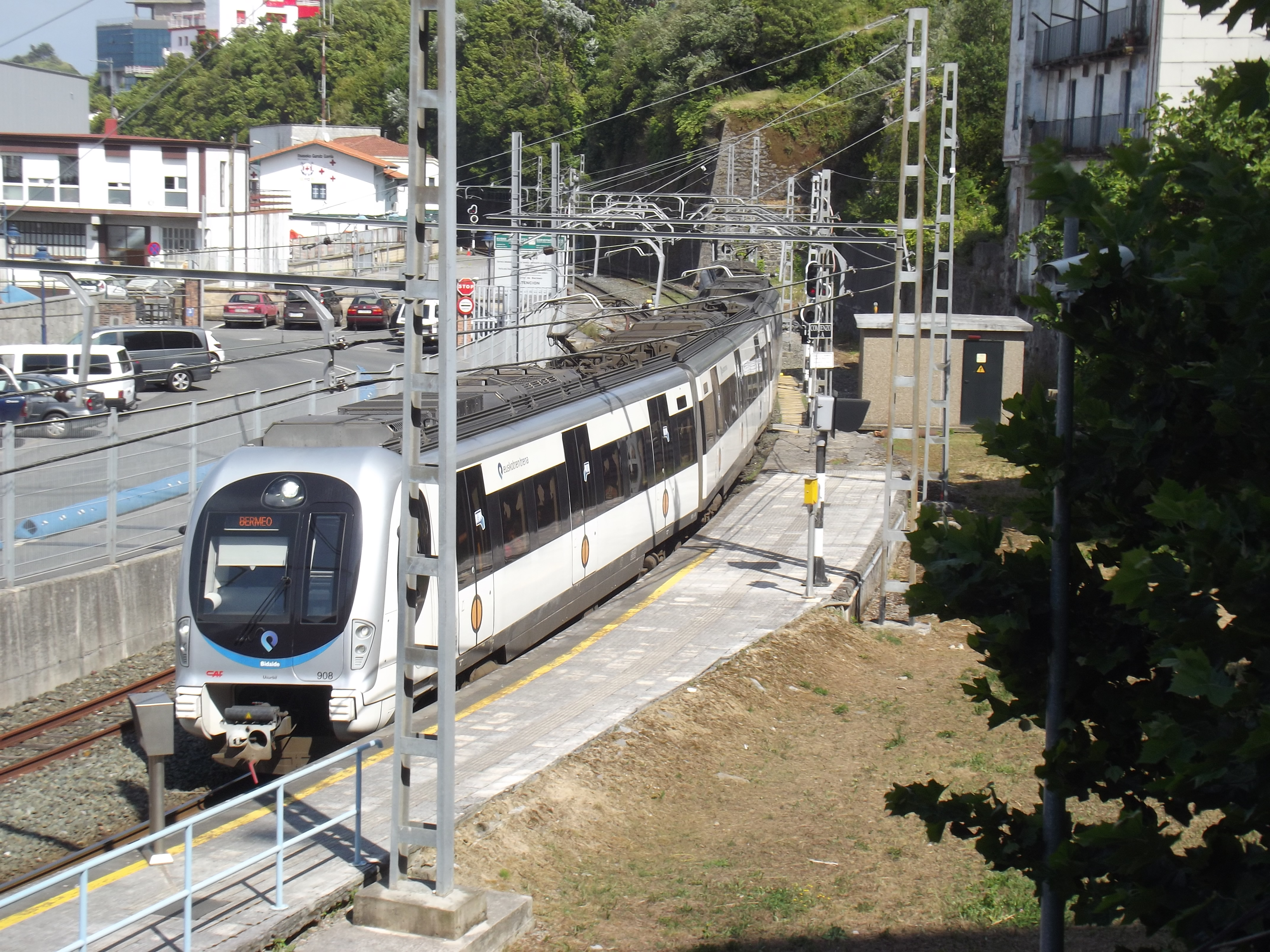
Triebwagen von CAF werden auf der Linie L3 der Metro Bilbao sowie auf der Metro Donostialdea eingesetzt.

Euskotren nutzt das elektrifizierte Schmalspur-Netz der ETS, auf dem es rund um Bilbao und Donostia-San Sebastián S-Bahn-Verkehr sowie zwischen diesen Städten und über Irun ins französische Hendaye (Hendaia auf Baskisch) Regionalzugverkehr anbietet. Beide Städte verfügen über Tunnelabschnitte im Innenstadt-Bereich, die als Stammstrecken für die S-Bahn dienen. Im Raum Bilbao verkehren die Linien E1, E3, E4 und L3, in Donostia-San Sebastián die Linien E1, E2 und E5. Wichtige Bahnhöfe des Netzes sind Bilbao Zazpikaleak/Casco Viejo, Matiko, Kukulluga-Etxebarri und Donostia Amara.
Zwischen Matiko und Kukulluga-Etxebarri bildet die Strecke von Euskotren die Linie L3 der Metro Bilbao, dieser Abschnitt wurde 2017 eröffnet. Dabei werden die Regionalzüge der Linien E1, E3 und E4 zwischen diesen Stationen durch Züge der Linien L3 auf einen 7,5-Minuten-Takt verdichtet. An der Zwischenstation Zazpikaleak/Casco Viejo besteht Übergang zu den U-Bahnlinien L1 und L2. Architektonisch wurden die Stationen der L3 wie die der ersten beiden U-Bahnlinien von Norman Foster gestaltet.
Zwischen den Bahnhöfen Amara und Herrera in Donostia-San Sebastián verkehren die Linien E2 und E5 ebenfalls in einem U-Bahn-ähnlichen 7,5-Minuten-Takt. Dieser Abschnitt sollte als „Metro Donostialdea“ bezeichnet werden, trägt nun aber wieder wegen der vierzehn Tunnel zwischen Irun und San Sebastian den traditionellen Spitznamen „El Topo“ (der Maulwurf).
Außerdem besteht an einigen Stationen Umsteigemöglichkeit zu den breitspurigen Zügen der Renfe (inklusive Cercanías Bilbao und San Sebastián), zu den Linien L1 und L2 der Metro Bilbao und zur Straßenbahn. In Hendaye befindet sich die Euskotren-Station neben dem Bahnhof der französischen Eisenbahn SNCF.
Zwischen Lasao und Azpeitia fährt auf einer teilweise stillgelegten Strecke eine dampfbetriebene Museumsbahn. Dort befindet sich auch das baskische Eisenbahnmuseum.

### Euskotren Kargo
Die Netze von ETS und ADIF sind über eine eingleisige Strecke, die einen großen Bogen um die Stadt Bilbao macht, verbunden. So ist Güterverkehr über das Stammnetz hinaus möglich.
Im Fuhrpark befinden sich Lokomotiven der Euskotren-Baureihe TD2000 und ungefähr 40 Güterwagen SGH6000. Weitere 44 Güterwagen des ähnlichen Typs SGH9000 (Baujahre 2009 bis 2011) werden 2023 beschafft.
Jährlich transportiert Euskotren Kargo 70.000 Tonnen.

### Euskotren Tranbia
Seit 2002 betreibt Euskotren in Bilbao eine 8 km lange Straßenbahnlinie und seit 2008 zwei insgesamt 5,57 km lange Straßenbahnlinien in Vitoria-Gasteiz. Beide Betriebe sind meterspurig.

### Euskotren Autobusa
Euskotren betreibt Busverkehr in den Provinzen Bizkaia (als Teil des Netzes von Bizkaibus) und Gipuzkoa (als Teil des Netzes von Lurraldebus) sowie den Stadtbus Udalbus in Eibar.

### Standseilbahn
Euskotren betreibt ebenfalls den Funicular de Larreineta, eine Standseilbahn in Valle de Trápaga-Trapagaran.

## Linien

Euskotren-Liniennetz, 2012

Euskotren Trena und Euskotren Tranbia betreiben folgende Linien (Stand 2022):
| Linie                                    | Linienweg | Takt |
| ---------------------------------------- | --- | --- |
| E1                                       | Donostia Amara – Zumaia – Elgoibar – Eibar – Ermua – Amorebieta-Geltokia – Kukulluga-Etxebarri – Bilbao Matiko | Donostia–Zumaia: 30 min Zumaia–Elgoibar: 60 min Elgoibar–Eibar: 30 min Eibar–Ermua: ca. 15 min Ermua–Matiko: 30 min |
| E2                                       | Hendaye (Hendaia) – Irun – Donostia Herrera – Donostia Amara – Lasarte-Oria                                    | Hendaye–Irun: 30 min Irun–Lasarte-Oria: 15 min                                                                      |
| E3                                       | Kukulluga-Etxebarri – Bilbao Matiko – Sondika – Lezama                                                         | 15 min |
| E4                                       | Bermeo – Gernika – Amorebieta-Geralekua – Kukulluga-Etxebarri – Bilbao Matiko                                  | 30 min |
| E5                                       | Altza – Donostia Herrera – Donostia Amara                                                                      | 15 min |
| Lutxana – Sondika                        | Lutxana – Sondika                                                                                              | ca. 60 min |
| L3 (Metro Bilbao)                        | Kukulluga-Etxebarri – Bilbao Matiko                                                                            | 7,5 min (inklusive E1, E3, E4)                                                                                      |
| Straßenbahn Bilbao                       | Bolueta – Atxuri – Abando – Guggenheim – San Mamés – La Casilla                                                | 12 min |
| Straßenbahn Vitoria-Gasteiz grün/rot     | Ibaiondo – Euskal Herria – Florida – Unibertsitatea                                                            | 15 min |
| Straßenbahn Vitoria-Gasteiz weiß/violett | Abetxuko – Euskal Herria – Florida                                                                             | 15 min |
| (Stand Dezember 2022)                    | | |